# Козак (бронетранспортёр)
«Коза́к» (укр. «Козак») — семейство украинских боевых бронированных машин. Первым прототипом была машина с индексом СРМ-1 «Козак».

## История
СРМ-1 «Козак» был разработан научно-производственным объединением «Практика» в инициативном порядке. Главным конструктором проекта являлся Евгений Малашин.
Впервые был замечен 19 августа 2009 года на репетиции военного парада, впервые был показан широкой публике 24 августа 2009 года, на параде в честь Дня независимости Украины в Киеве.
Всего до 2013 года были изготовлены 1 машина СРМ-1 «Козак» и 2 полногабаритных небронированных макета из листового металла на базе грузовиков ГАЗ-66 и ГАЗ-53.
По состоянию на июнь 2013 года машина СРМ-1 «Козак» на вооружение принята не была. По состоянию на начало марта 2014 года, бронемашина находились на хранении в законсервированном состоянии вместе с макетами.
19 сентября 2014 года бронемашину осмотрел премьер-министр Украины А. П. Яценюк, после чего было решено, что на шасси IVECO «Козак» оказался слишком дорогим и производиться не будет.
22 сентября 2014 года бронеавтомобиль «Козак» был ещё раз показан на полигоне учебного центра Национальной гвардии под селом Новые Петровцы в Киевской области. Бронемашина по-прежнему не находилась на вооружении, и заказов на её производство не поступало ни от государства, ни от частных лиц.
24-27 сентября 2014 этот же бронеавтомобиль «Козак» был представлен в Международном выставочном центре в Киеве, где проходила ХІ Международная специализированная выставка «Оружие и безопасность-2014». Председатель Верховной Рады А. В. Турчинов, посетивший выставку 24 сентября 2014, сообщил, что ряд разработок военно-промышленного комплекса, представленных на выставке, будут прямо с экспозиции направлены в зону боевых действий.
30 ноября 2014 на полигоне в Новых Петровцах была представлена новая версия бронемашины - «Kozak-2014».

## Конструкция
Бронемашина имеет обычную компоновку с передним расположением двигателя, отделением управления в средней части машины, в кормовой части машины расположен грузовой отсек.
Корпус бронемашины сварной, изготовлен из стальных броневых листов, расположенных под углом. Бронирование обеспечивает защиту от огня из стрелкового оружия в соответствии со стандартом STANAG 4569 Level 1. Листы броневой стали — импортные, производства Швеции.
Грузовой отсек не бронирован.
Дно бронированной капсулы — двойное, её нижняя часть имеет V-образную форму для повышения противоминной стойкости. Дополнительную защиту от взрывной волны создают размещённые в двойном полу аккумуляторные батареи и топливный бак. Чтобы уменьшить риск травмирования при подрыве, все кресла имеют ремни безопасности и систему амортизации (они закреплены на особой раме, подвешенной к бортам).
Стекла пуленепробиваемые, украинского производства.

### Вооружение
На бронемашину может быть установлено стрелковое вооружение, крепление для которого предусмотрено в поворотном люке на крыше:
- 7,62-мм пулемёт ПКМС с боекомплектом 2500 патронов[1];
- 12,7-мм крупнокалиберный пулемёт (НСВТ или КТ-12.7) с боекомплектом 450 или 500 патронов[1];
- 30-мм автоматический гранатомёт (АГС-17 или КБА-117[16]) с боекомплектом 100 выстрелов
- 40-мм автоматический гранатомёт УАГ-40 с боекомплектом 87 выстрелов

Позднее была предусмотрена возможность установки на крышу бронемашины боевого модуля с дистанционно управляемым вооружением, оператор которого находится в салоне.

### Двигатель и трансмиссия
Силовая установка - четырёхцилиндровый дизельный двигатель мощностью 176 л. с. от 3-тонного грузовика  Iveco Daily 55S18W. Коробка передач ZF6S - шестиступенчатая, механическая.

### Ходовая часть
Шины пулестойкие, с пластмассовыми вставками Runflat. Первоначально на машине были установлены высокопрофильные диагональные шины от ГАЗ-66. В процессе испытаний, доработок и передачи заказчику были установлены более низкие радиальные шины «Michelin» размером 225/100 R16.

### Дополнительное оборудование
Машина оборудована радиостанцией (на первом образце 2009 года выпуска была установлена армейская радиостанция производства одесского завода "Телекарт-Прибор"), навигатором (ГЛОНАСС + GPS), прибором радиационной разведки ДРГ-Т, видеорегистратором с экраном заднего обзора и блоком климат-контроля. На первый образец был установлен парктроник
Поскольку пуленепробиваемые стеклоблоки толщиной 56 мм не открываются и заглушают звуки снаружи, бронемашина оборудована интеркомом

## Варианты и модификации
- СРМ-1 «Козак» на шасси гражданского грузовика IVECO Daily 55S18W 4x4 — многоцелевой бронеавтомобиль, который может использоваться в качестве полицейской патрульной машины, армейской разведывательной или командно-штабной машины, в том числе для миротворческих сил[1][18]. По состоянию на середину июля 2014 года, стоимость одной бронемашины составляла 2 млн гривен[19].
- ББМ «Козак» на шасси армейского грузовика ГАЗ-66 — разработка началась в 2009 году, когда был создан макетный образец с трёхдверным кузовом[7]. Весной 2014 года стоимость производства одной бронемашины оценивали в размере 500-550 тыс. гривен[10], в середине июля 2014 года стоимость производства одной бронемашины составляла 1 млн гривен[4]. По состоянию на 19 сентября 2014 года, работы над предсерийным прототипом машины продолжались, но завершены не были[10].
- «Козак-2» (он же «Kozak-2014») на шасси грузовика Iveco EuroCargo. Разработан при содействии IVECO, впервые представлен 30 ноября 2014[20][21]. Представляет собой 15-тонный бронетранспортёр с пятидверным кузовом, дизельным двигателем Iveco (279 л.с.), уровень защиты которого соответствует STANAG 2. Грузоподъёмность бронемашины составляет 4 тонны, десантное отделение рассчитано на 10 человек[22]. Предусмотрена возможность установки на бронемашину дополнительного оборудования (видеокамеры заднего обзора, тепловизора, кондиционера, прибора радиационной разведки)[23]. В декабре 2014 стоимость производства одного «Kozak-2014» составляла 250-280 тыс. долларов США[24].
- противотанковый комплекс «Скиф» на базе бронемашины «Козак» — представлен в апреле 2013 года[25]
- автомобиль «Козак» — небронированный гражданский вариант, предусматривалась возможность производства по заказу[1]

Кроме того, в 2009 году был построен макет варианта бронемашины «Козак» на шасси ГАЗ-53, но дальнейшего развития эта версия не получила. В сентябре 2014 года - начаты работы над проектом «Большой Козак» (создания бронемашины «Козак» на шасси Ford F550).

## Страны-эксплуатанты
- Украина
  - Государственная пограничная служба Украины: 16 декабря 2014 государственный департамент США выделил финансирование на приобретение одной бронемашины для пограничной службы Украины[26], 19 января 2015 года[27] бронеавтомобиль передали ГПСУ[28].